# 1970 في العراق
القوائم التالية للأحداث التي حدثت خلال عام 1970 في الجمهورية العراقية.

## في المنصب
- الرئيس: أحمد حسن البكر
- رئيس الوزراء: أحمد حسن البكر
- نائب الرئيس: صدام حسين

## الأحداث
- اتفاق الحكم الذاتي العراقي–الكردي 1970.

## رياضة
- دوري المؤسسات - بغداد 1970–71.
- تأسيس نادي دهوك الرياضي.
- تأسيس نادي سيروان الرياضي.

## تأسيسات
- الجيش الشعبي العراقي
- المتحف البغدادي

## مواليد
- أحمد إسماعيل إبراهيم عبد الله
- أحمد الأسدي
- أحمد عبود
- أسمر حسين أحمد
- إياد راضي
- جلال خورشيد
- رولا بهنام
- زانا رؤوف
- زياد خلف رجا الكربولي
- ساجدة الريشاوي
- صباح جعير
- عبد الجبار هاشم حنون
- علاء كاظم
- عمر التكريتي
- عمر بشير
- فارس إبراهيم الكاتب
- فلاح الفضلي
- محمد شياع السوداني
- محمد عبد الجبار
- مكي حداد
- نعيم الربيعي

## وفيات
- إبراهيم حقي محمد
- آغا بزرك الطهراني
- جلال بابان
- رايح العطية
- رشيد مصلح
- عبد الأمير الطويرجاوي
- محسن الحكيم
- محي الدين السهروردي
- مدحت الحاج سري